# قطعنامه ۱۰۵۶ شورای امنیت
قطعنامه ۱۰۵۶ شورای امنیت سازمان ملل متحد که در تاریخ ۲۹ مه ۱۹۹۶ تصویب شد، سندی بین‌المللی دربارهٔ بررسی وضعیت صحرای غربی است. این قطعنامه طی نشست ۳۶۶۸ام با ۱۵ رای موافق، ۰ مخالف و ۰ ممتنع تصویب شد.